# Мусаэльян, Владимир Гургенович
Влади́мир Гурге́нович Мусаэлья́н (8 июля 1939, Москва — 28 сентября 2020, там же) — советский и российский фотожурналист, фотохудожник. Личный фотограф Генерального секретаря ЦК КПСС Леонида Брежнева с 1969 по 1982 год.

## Биография
Отец — Гурген Хачатурович, родом из Степанакерта, Нагорный Карабах. В 1935 году в возрасте 20 лет приехал в Москву. Окончил Ленинградское мореходное училище, работал начальником отдела в «Главсевморпути» в Москве. Мать — Вера Ивановна Кононова. Работала экономистом.
Двоюродный брат Рантик — Герой Советского Союза.
После школы поступил на авиационный завод «Знамя Труда», где проработал 4 года. Окончил московское профессиональное техническое училище № 5.
Фотографией увлекался с детства: благодаря отцу, воевавшему на фронте, в семье появился фотоаппарат «Цейс-Иконта». С 1956 года начинает посылать свои работы в журнал «Советское фото», публиковавший лучшие из присланных фотолюбителями фотографии. В 1960 году по приглашению главного редактора Фотохроники ТАСС Н. В. Кузовкина стажируется там в должности фотокорреспондента и с того же года занимает эту должность.
С 1967 по 1971 год он освещал тематику, связанную с покорением космоса: работал в Звездном городке и на Байконуре, снимал подготовку первых экипажей, запуски ракет. Героями его фоторабот становились Юрий Гагарин, Алексей Леонов, Валентина Терешкова.
С 1969 по 1982 год — личный фотограф Генерального секретаря Коммунистической партии Советского Союза Леонида Ильича Брежнева. Затем снимал Юрия Владимировича Андропова, Константина Устиновича Черненко и Михаила Сергеевича Горбачёва.

— Вам тогда было…
— …тридцать. А ему — 64. Но при этом я за ним не успевал! Он тогда все делал быстро — ходил, слушал, ел. Обедал восемь минут, представляете? Я сел, а он уже встал! У меня привычка осталась быстро есть.
— Что? Вы ели вместе?
— Да, для него это было нормой. Впервые он позвал меня за стол в охотхозяйстве. С ним сидели врач, адъютант, медсестра, егерь, гости приезжие — Громыко, Устинов, Подгорный. Он забавно приговаривал: «Володя, ешь дикое мясо, в нём много микроэлементов…»
— Вы хоть на отпуск расставались? Дома-то часто бывали?

— Редко, если честно… Но узкий круг есть узкий круг. Туда редко впускают, а выпускают оттуда ещё реже. Все было — вместе с ним. Он на работу — мы на работу, он встал — мы встали.
О том, как он стал личным фотографом Генерального секретаря ЦК КПСС, сам Владимир Гургенович вспоминал так:

— Как Вы стали личным фотографом Брежнева?
— Совершенно случайно. С 1960 года я работал репортером в фотохронике ТАСС. Прошло девять лет, и вот меня отправляют в Казахстан, где отмечалось 40-летие образования республики. Отсняв фоторепортаж, я собирался вылететь в Москву, но вдруг мне в гостиничный номер позвонил генеральный директор ТАСС Леонид Замятин. «Владимир, свяжись с начальником охраны Брежнева, ты едешь с генсеком в турне по Средней Азии». Помолчав, он добавил: «Если ты не впишешься в тот круг, я для тебя тоже не смогу ничего сделать…» Моя командировка затянулась на целый месяц. Брежневу так понравилась Средняя Азия, что он неожиданно для всех решил, кроме Узбекистана и Туркмении, побывать ещё в Киргизии и Таджикистане. Потом я ещё полгода ездил с правительственной делегацией и во время одной из поездок услышал голос Леонида Ильича: «А где Мусаэльян?» По тому, как он чётко произнес мою фамилию (обычно её перевирали), я понял, что он меня запомнил и отметил. С этого момента я стал «своим» в команде, все мои бытовые проблемы закончились. Командировочные в ТАСС я уже не получал, все расходы брал на себя Центральный Комитет.
С 1994 года работал парламентским фотокорреспондентом Информационного телеграфного агентства России (ИТАР-ТАСС). Преподавал историю отечественной фотографии на факультетах журналистики в МГУ и МГИМО.
В последние годы жизни Владимир Мусаэльян был консультантом группы фотопроектов и выставок редакции фотоинформации ТАСС.
Скончался на 82 году жизни 28 сентября 2020 года. Соболезнования родным и близким фотокорреспондента ТАСС Владимира Мусаэльяна выразил лично Президент РФ Владимир Путин. Похоронен на Головинском кладбище.

## Личная жизнь
- отец — Гурген Хачатурович Мусаэльян
- мать — Вера Ивановна Кононова
- дети — Марина, Алексей

## Награды
- Орден Почёта (3 июля 2019 года) — за большой вклад в развитие отечественных средств массовой информации и многолетнюю плодотворную деятельность[12]
- Два ордена Трудового Красного Знамени
- Медаль «Защитнику свободной России» (2 февраля 1993 года) — за исполнение гражданского долга при защите демократии и конституционного строя 19-21 августа 1991 года[13]
- Медаль «В ознаменование 100-летия со дня рождения Владимира Ильича Ленина»
- Медаль «В память 850-летия Москвы»
- Медаль «Ветеран труда»

## Признание

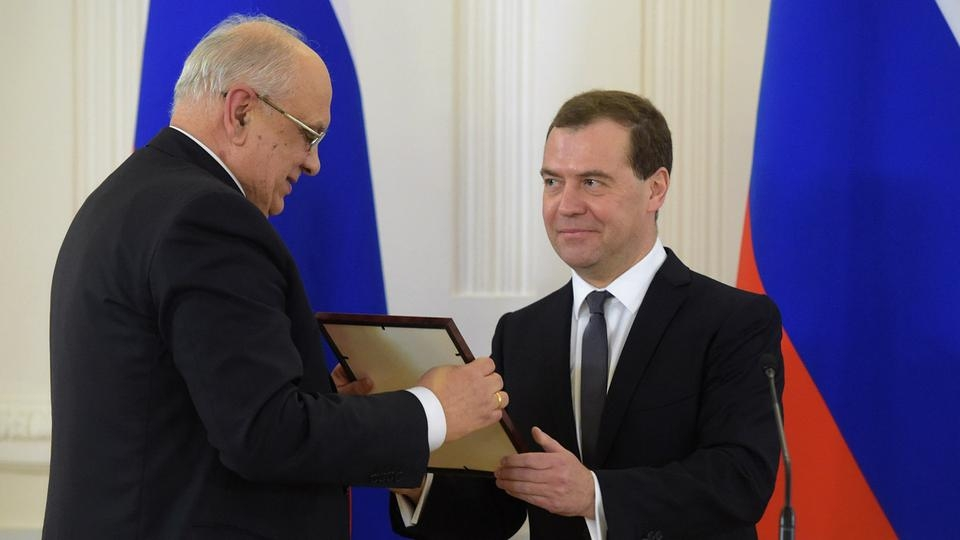
Вручение диплома премии Правительства России в области средств массовой информации.
13 января 2015 года

- 1967—1978 — четыре Диплома за участие в Международном конкурсе World Press Photo.
- 1974 — Большая Золотая Звезда на международной выставке в Болгарии, автомобиль «Опель-рекорд» за фотографию «Встречи на Малой Земле».
- 1977 — Гран-при и Золотая медаль на выставке «Пресс фото» в Москве.
- 1977 — «The Golden Eye» («Золотой глаз») за фотографию «Встреча в Кремле Л. И. Брежнева с Луисом Корваланом» на фотоконкурсе World Press Photo.
- 1999 — Диплом и общественная премия профессионального призвания «Лучшие перья России».
- 2003 — «Золотой Глаз России» Международной гильдии профессиональных фотографов СМИ России.
- 2006 — высшая награда Союза журналистов России «За честь и достоинство».
- 2014 — Премия Правительства Российской Федерации 2014 года в области средств массовой информации — за персональный вклад в развитие средств массовой информации[14].

## Персональные выставки

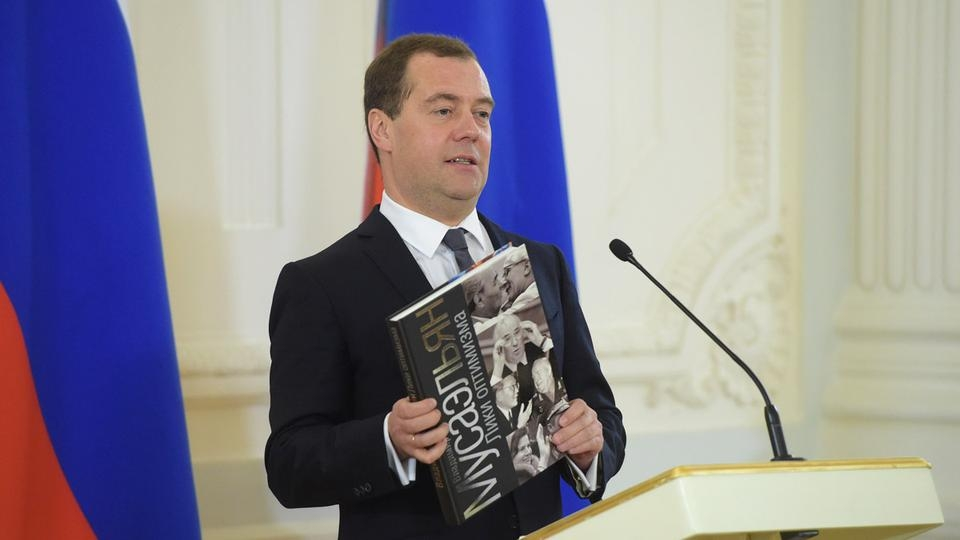
Глава Правительства РФ Дмитрий Медведев
с альбомом Владимира Мусаэльяна
«Лики оптимизма»

- «Генсек и фотограф. Выставка работ В. Г. Мусаэльяна к 100-летию Брежнева Л. И.». Исторический музей, Москва, 2006[15].
- «Генсек и фотограф». Выставочное объединение «АРТ-ДИЕЗ», Великий Новгород, 2007[16].
- 2 октября 2020 года перед штаб-квартирой ТАСС открылась выставка памяти Владимира Мусаэльяна. В экспозицию вошли снимки разных лет, сделанные легендарным фотокорреспондентом агентства[17].
- 27 сентября 2021 года, к 95-летию фотохроники ТАСС, а также первой годовщине со дня смерти фотографа, в штаб-квартире ТАСС на Тверском бульваре открыт кабинет-музей Владимира Мусаэльяна, который проработал в агентстве около 60 лет. В кабинете представлены снимки мастера политического фоторепортажа, его личные вещи и фототехника[18][19].

## Авторские альбомы
- В.Г. Мусаэльян. Всегда с народом. — Москва: Планета, 1978. — 25 000 экз.
- В.Г. Мусаэльян. Генсек и фотограф. — Москва: Кучково поле, 2006. — 160 с. — 1500 экз. — ISBN 5-901679-32-6.
- В.Г. Мусаэльян. Лики оптимизма. — Москва: Кучково поле, 2012. — 240 с. — 1000 экз. — ISBN 978-5-9950-0234-5.